# Neoraja iberica
Neoraja iberica is een vissensoort uit de familie van de Rajidae. De wetenschappelijke naam van de soort is voor het eerst geldig gepubliceerd in 2008 door Stehmann, Séret, Costa & Baro.